# مسجد نصیر

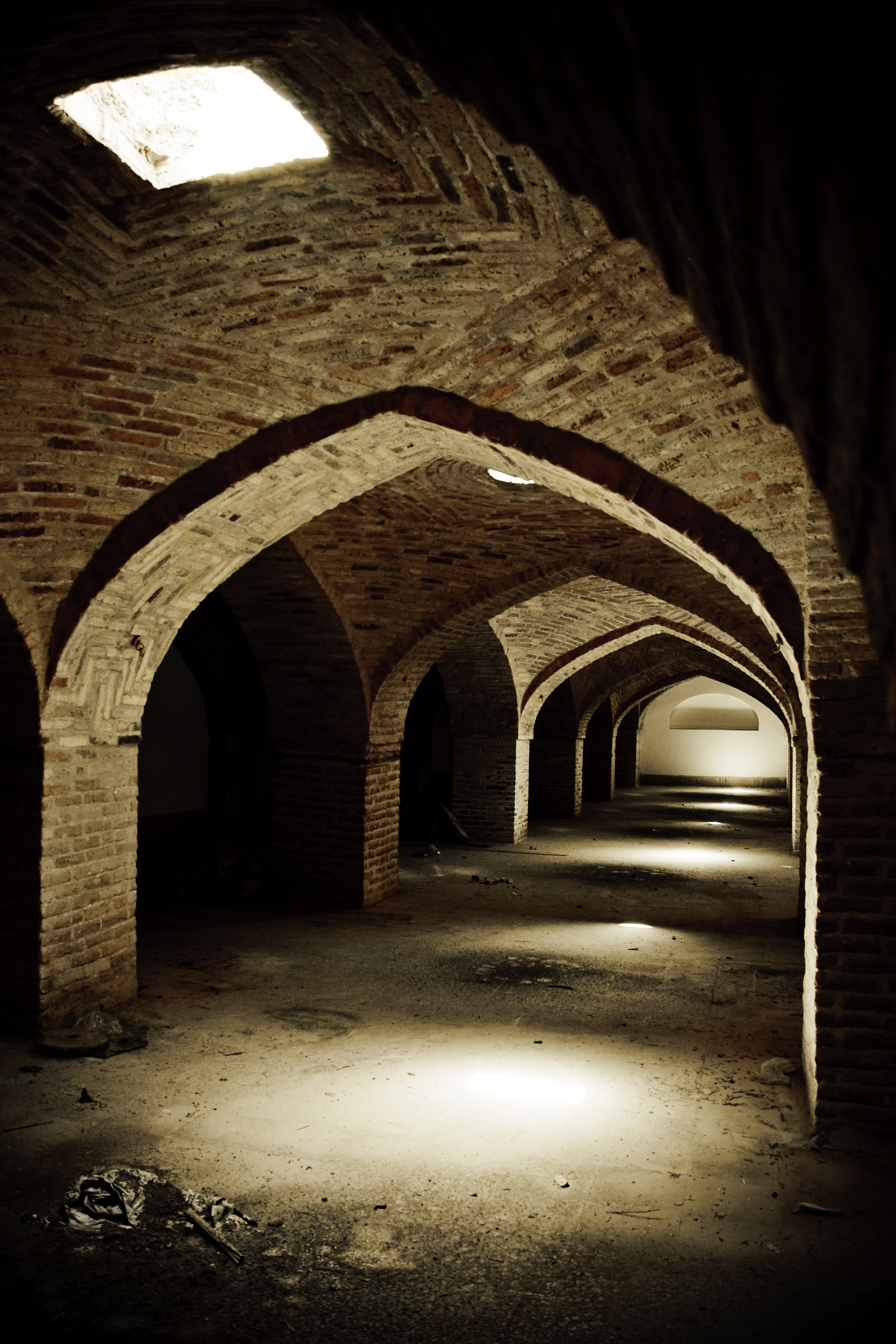
بخشی از مسجد نصیر

مسجد نصیر مربوط به دوره قاجار است و در نجف‌آباد، محله نصیر، ابتدای خیابان قدس واقع شده و این اثر در تاریخ ۲۳ شهریور ۱۳۸۲ با شمارهٔ ثبت ۱۰۲۰۸ به‌عنوان یکی از آثار ملی ایران به ثبت رسیده است.